# Diana Wynne Jones
Diana Wynne Jones (n. 16 august 1934, Londra, Anglia, Regatul Unit – d. 26 martie 2011, Bristol, Anglia, Regatul Unit) a fost o scriitoare britanică, poetă, academiciană și critic literar. A scris în principal romane fantastice și de ficțiune speculativă pentru copii și tineret. 

## Biografie și carieră
Ea a fost de două ori finalistă la Premiile Hugo, nominalizată de paisprezece ori la Premiile Locus, de șapte ori la Premiul Mythopoeic  (pe care le-a câștigat de două ori), de două ori la Premiul British Fantasy (câștigat în 1999) și de două ori pentru un Premiul World Fantasy, pe care  l-a câștigat în 2007, Premiul World Fantasy pentru realizări de o viață.
Romanul său din 1986, Castelul mișcător al lui Howl, s-a clasat pe locul 2 la premiul anual Boston Globe–Horn Book și a câștigat Premiul Phoenix douăzeci de ani mai târziu.  A fost ecranizat în 2004 de Hayao Miyazaki. Castelul mișcător al lui Howl este primul roman din seria de cărți numită Seria Howl (în limba română seria Castelul). Această serie include și Castelul din văzduh (Castle in the Air, publicat în 1990, și House of Many Ways, publicat în 2008. 

## Lucrări scrise

### Serii

#### SeriaChrestomanci
Seria Chrestomanci - 6 romane și 4 povestiri.
1. Charmed Life (1977)
2. The Magicians of Caprona (1980)
3. Witch Week (1982)
4. The Lives of Christopher Chant (1988)
5. Mixed Magics (2000), povestiri publicate între 1982 și 2000
6. Conrad's Fate (2005)
7. The Pinhoe Egg (2006)

În română: Trai de vrăjitor, Destinul lui Conrad

#### Dalemark Quartet
1. Cart and Cwidder (1975)
2. Drowned Ammet (1977)
3. The Spellcoats (1979)
4. Crown of Dalemark (1993)

#### SeriaCastelul
1. Howl's Moving Castle (1986)
2. Castle in the Air (1990)
3. House of Many Ways (2008)

În română:  Castelul mișcător al lui Howl, Castelul din văzduh.

#### SeriaDerkholm
1. Dark Lord of Derkholm (1998)
2. Year of the Griffin (2000)